# Высокое (Чаусский район)
Высо́кое (бел. Высокае) — деревня в составе Антоновского сельсовета Чаусского района Могилёвской области Белоруссии. Расположена в 12 км от города Чаусы, в 60 км от Могилёва, в 7 км от железнодорожной станции Чаусы. Население — 11 человек (на 1 января 2019 года).

## Население
- 2007 год — 27 человек;
- 2009 год — 20 человек;
- 2019 год — 11 человек.

## Достопримечательности
Неподалёку от деревни, на берегу реки Проня находится древнерусское городище размерами 42×26, окружённое рвом и дугоподобным валом высотой до 4 м.